# Jefferson Brenes
Jefferson Brenes Rojas (ur. 13 kwietnia 1997 w Limón) – kostarykański piłkarz występujący na pozycji defensywnego pomocnika, reprezentant Kostaryki, od 2023 roku zawodnik Deportivo Saprissa.